# Amtsgericht Schweinfurt

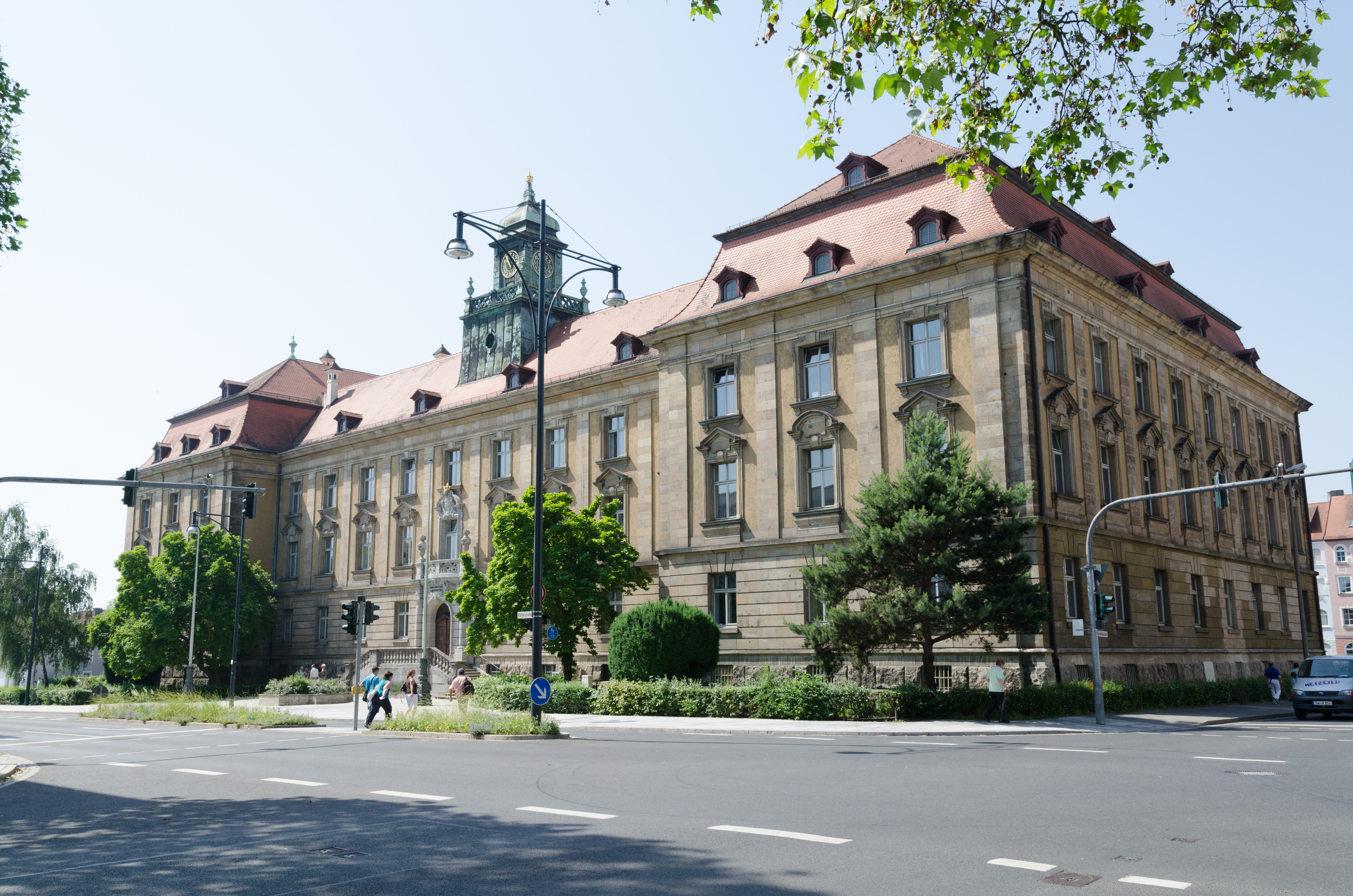
Gerichtsgebäude Rüfferstraße 1 (2013)

Das Amtsgericht Schweinfurt ist ein Gericht der ordentlichen Gerichtsbarkeit und eines von drei Amtsgerichten (AG) im Bezirk des Landgerichts Schweinfurt.
Es wurde 1879 bei der Einführung des Gerichtsverfassungsgesetzes errichtet.

## Gerichtssitz und -bezirk
Sitz des Gerichts ist die kreisfreie Stadt Schweinfurt in Unterfranken. Der 877 km² große Gerichtsbezirk erstreckt sich auf die Stadt Schweinfurt und den Landkreis Schweinfurt mit rund 165.300 Einwohnern. Als Registergericht und für Zwangsversteigerungs-, Zwangsverwaltungs- und Insolvenzverfahren ist das AG Schweinfurt auch für das Gebiet der Landkreise Rhön-Grabfeld und Bad Kissingen zuständig.
Mahnverfahren bearbeitet das Amtsgericht Coburg als Zentrales Mahngericht. 

## Gebäude
Das Gericht ist im denkmalgeschützten Gebäude Rüfferstraße 1 sowie in den Gebäuden Friedenstraße 2 und Jägersbrunnen 6 untergebracht.

## Übergeordnete Gerichte
Dem Amtsgericht Schweinfurt ist das Landgericht Schweinfurt übergeordnet. Zuständiges Oberlandesgericht ist das Oberlandesgericht Bamberg.